# Élodie Namer
Ne doit pas être confondu avec Namer.
Élodie Namer est une réalisatrice et scénariste française.

## Biographie
Après des études littéraires et un début de carrière dans le journalisme, Élodie Namer rejoint le monde de la télévision. Elle participe ensuite à l'écriture de scénarios pour de nombreuses séries télévisées telles que Foudre, Seconde Chance et de téléfilms tels que 3 femmes en colère.
Elle écrit et réalise son premier film, Le Tournoi, sorti en 2015. Il se déroule dans le monde des échecs dans lequel la réalisatrice s'est immergée pendant plusieurs mois afin d'en appréhender les arcanes.
En 2020, elle co-écrit le scénario du film Miss de Ruben Alves, distribué par Warner, pour lequel son interprète Alexandre Wetter obtiendra une nomination aux Césars 2021 dans la catégorie révélation masculine.  
En 2022, elle co-écrit avec le réalisateur Christophe Charrier le téléfilm Le Patient, adapté de la bande dessinée éponyme de Timothé Le Boucher, diffusé  sur Arte puis Netflix.   
En 2023 elle co-signe deux épisodes de la série Les Randonneuses diffusée sur TF1, pour laquelle Clémentine Célarié remporte le prix d'interprétation féminine au Festival Séries Mania.    

## Filmographie

### Cinéma

#### Réalisatrice et scénariste
- 2015 : Le Tournoi

#### Scénariste
- 2006 : Tic-Tac (court métrage) de Cyril Zurbach
- 2011 : Un homme, une femme et un chat (court métrage) d'Axel Philippon
- 2020 : Miss de Ruben Alves

### Télévision

#### Scénariste
- 2008-2009 : Seconde Chance
- 2008-2009 : Foudre
- 2009 : La vie est à nous
- 2009 : Paris 16e
- 2011 : Doc Martin
- 2013 : 3 femmes en colère (téléfilm de Christian Faure)
- 2022 : Le Patient (téléfilm de Christophe Charrier)
- 2022 : Les Randonneuses (série télévisée)
- 2025 : Le Diplôme (série télévisée)